# Khosedem Fossae
Le Khosedem Fossae sono una struttura geologica della superficie di Venere.